# Celui qui reste
Pour les articles homonymes, voir Celui qui reste (homonymie).
Celui qui reste est un film muet français réalisé par Louis Feuillade et sorti en 1915.

## Fiche technique
- Réalisation et scénario : Louis Feuillade
- Société de production :  Société des Etablissements L. Gaumont
- Pays : France
- Format : Noir et blanc - Muet
- Genre : Court métrage
- Date de sortie : 
  -  France : 1915

## Distribution
- Gabriel Signoret
- Claude Mérelle
- Musidora
- Louise Lagrange
- Jean Jacquinet